# 黑尔利贝格
黑尔利贝格（德語：Herrliberg）是瑞士联邦苏黎世州迈伦区的市镇。该市镇面积为8.97平方千米，海拔高度464米，2018年12月31日人口数为6,391。

## 外部連結
- 黑尔利贝格官方网站（页面存档备份，存于） （德文）